# Mariany

Lokalizace Mariánských ostrovů

Mariany (též Mariánské ostrovy) je souostroví v západní části Pacifiku.

## Geografie
Souostroví se nachází přibližně 2 500 km východně od pobřeží Japonska. Je to skupina 15 sopečných ostrovů obklopených korálovými útesy, která se táhne mezi 13° a 21° severní šířky a 144° a 146° východní délky. Jsou nejsevernější výspou mikronéského regionu v Oceánii. Celková plocha souše veškerých Marianských ostrovů je 1 007 km². Nedaleko od ostrovů se nachází Marianský příkop.
Dnes je souostroví rozděleno na dvě administrativní jednotky podřízené USA:
- Guam
- Severní Mariany

## Historie
Prvním Evropanem, který spatřil ostrovy, byl Fernão de Magalhães na své cestě kolem světa 6. března 1521.
V roce 1667 Španělsko prohlásilo souostroví za svou kolonii (spolu s Filipínami a Karolínami), která se jmenovala Španělská Východní Indie. Název dostaly ostrovy podle španělské královny Marie Anny Habsburské.
Španělská nadvláda trvala až do španělsko-americké války (1898). Po porážce Španělska anektovaly USA ostrov Guam, Severní Mariany byly prodány Německu, které je začlenilo do své kolonie Německá Nová Guinea. Po 1. světové válce přešla správa Severních Marian pod správu Japonska jako součást mandátního území Tichomořské ostrovy. Na počátku druhé světové války v prosinci 1941 Japonci obsadili Guam. V rámci operace Forager v roce 1944 Američané dobyli ostrovy Saipan, Tinian a Guam. Po válce se Mariany staly poručenským územím ve správě USA.